# Ökostollen

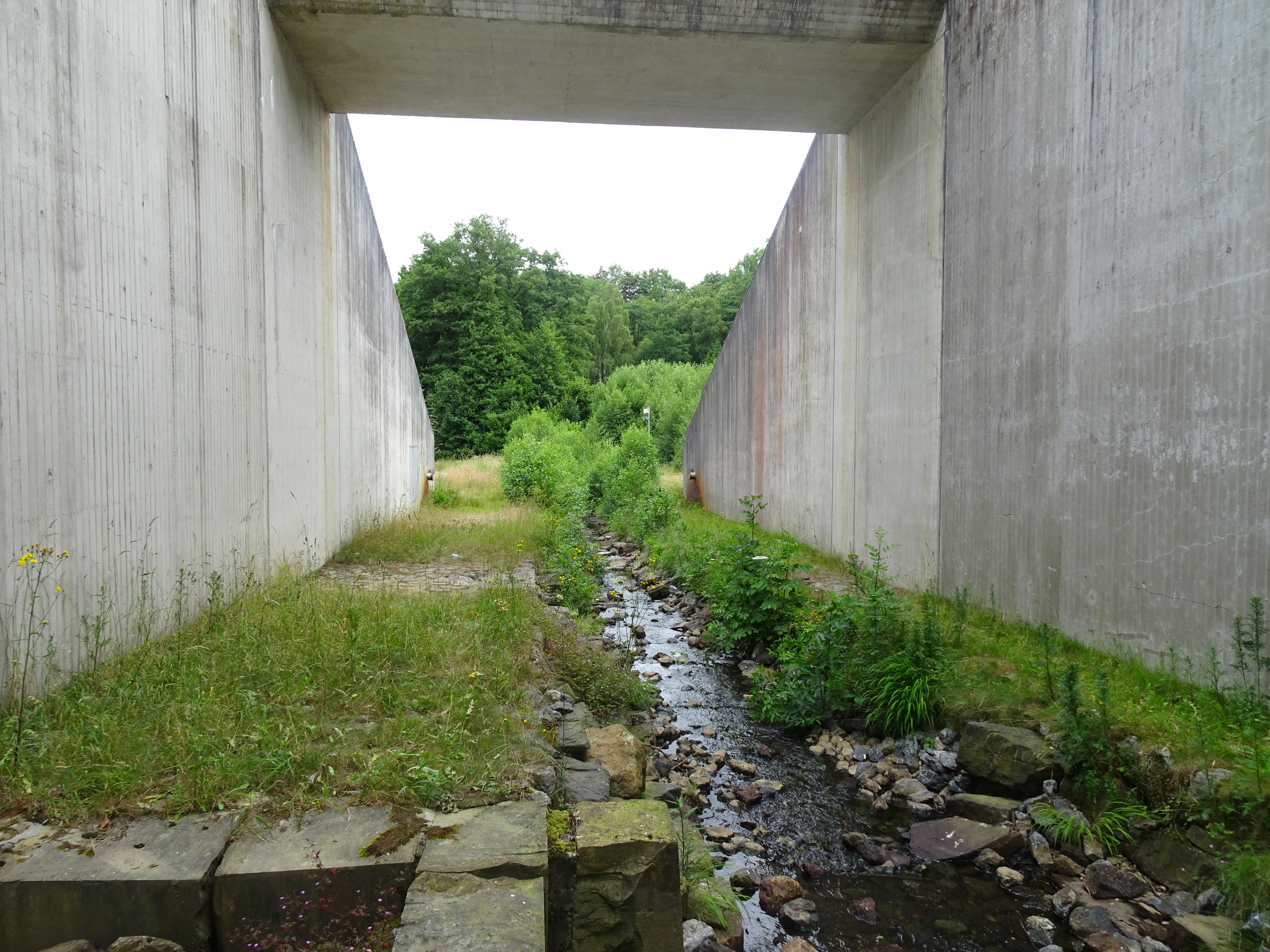
Ökodurchlass des Hochwasserrückhaltebeckens Widey in Warstein, Blickrichtung flussabwärts

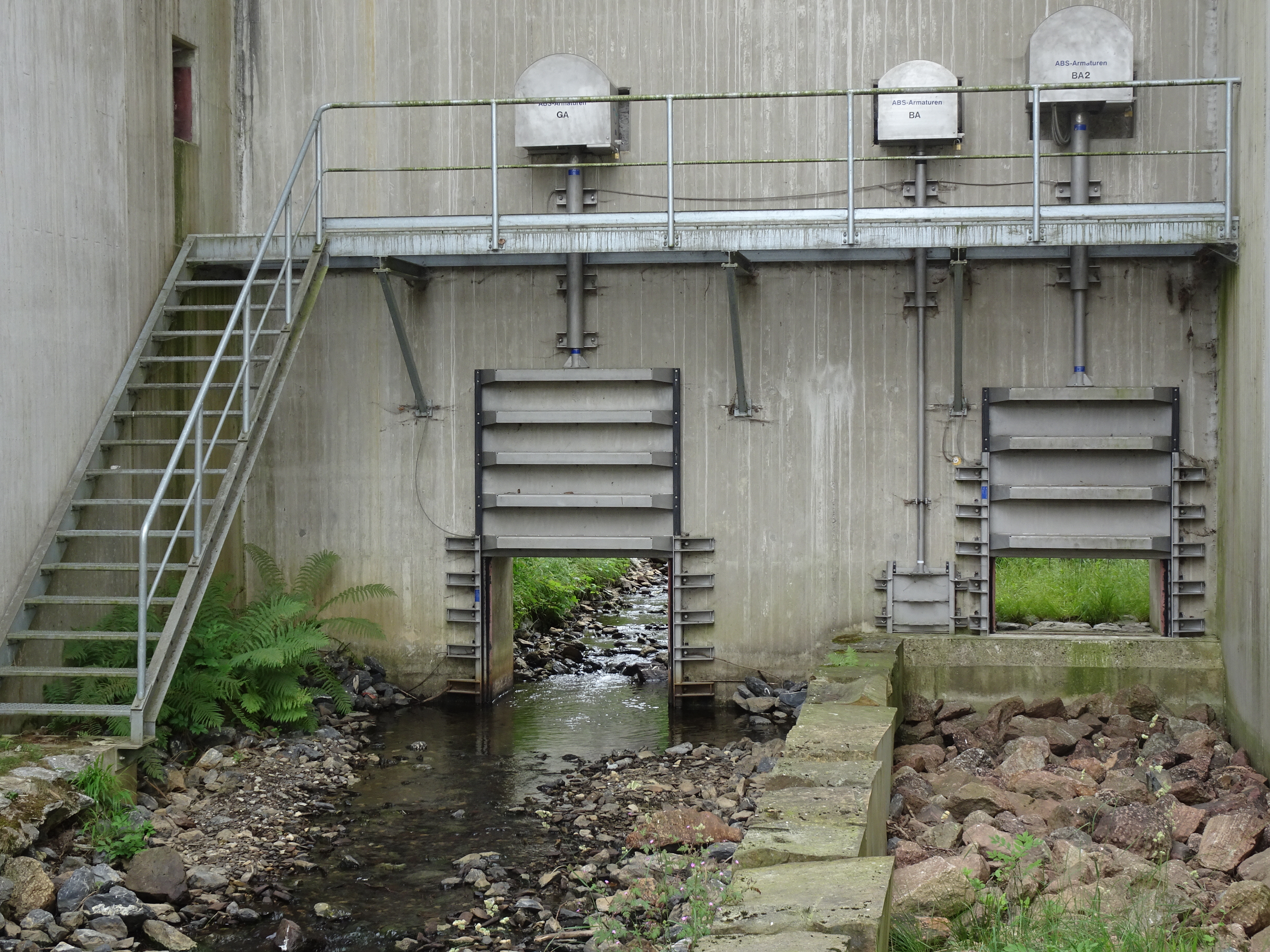
Ökodurchlass mit Betriebsauslässen und Stauwand des Hochwasserrückhaltebeckens Widey in Warstein, Blickrichtung flussaufwärts

Ein Ökostollen ist ein Durchlass („Ökodurchlass“) durch den Staudamm oder die Staumauer eines Hochwasserrückhaltebeckens, so dass neben der Hauptfunktion eines Wasserdurchlasses das Gewässer auch für Fische, Tiere und Kleinstlebewesen ökologisch durchgängig ist.
Sie werden seit einigen Jahren gebaut, um die Gewässer durchgängig zu machen und damit die Forderungen der Wasserrahmenrichtlinie zu erfüllen, die einen „guten Zustand“ der Gewässer fordern. Es kann sich um einen geschlossenen Stollen oder ein nach oben offenes Bauwerk handeln. Bei normalen Abflüssen bleibt das Gerinne offen.
Der Ökodurchlass soll einigermaßen natürliche Bedingungen schaffen. Dazu gibt es verschiedene Gestaltungsmöglichkeiten. Er soll einen großen Querschnitt haben und über ausreichende Helligkeit verfügen. Die Fließgeschwindigkeit wird begrenzt, eine Mindestwassertiefe wird eingehalten, das Sohlprofil ist naturnah rau, und es gibt eine Berme (oder sogar zwei) für Lauftiere.
Eine ausreichende Sicherung für den Hochwasserfall ist auf Grund der hohen Belastung mit diesen Baumethoden nicht möglich. Daher wird der Ökostollen in der Regel bei Hochwasser geschlossen, um ein Abschwemmen der Sohle zu verhindern.